# Graham Arthur Barden

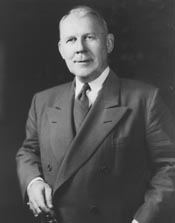
Graham Arthur Barden

Graham Arthur Barden (* 25. September 1896 in Turkey, Sampson County, North Carolina; † 29. Januar 1967 in New Bern, North Carolina) war ein US-amerikanischer Politiker. Er vertrat den Bundesstaat North Carolina als Abgeordneter im US-Repräsentantenhaus.

## Werdegang
Graham Barden zog mit seiner Familie 1908 nach Burgaw im Pender County, wo er die öffentliche Schule besuchte. Während des Ersten Weltkrieges diente er als Gefreiter (Seaman) in der United States Navy zwischen 1918 und 1919. Nach dem Krieg graduierte er 1920 an der juristischen Fakultät der University of North Carolina in Chapel Hill. Seine Zulassung als Anwalt bekam er im selben Jahr und eröffnete eine Praxis in New Bern. Zwischenzeitlich arbeitete er 1920 als Lehrer an der New Bern High School. Anschließend war er Richter des Bezirksgerichts im Craven County zwischen 1920 und 1924.
Barden saß 1933 als Abgeordneter im Repräsentantenhaus von North Carolina. Danach wurde er als Demokrat in den 74. und die zwölf nachfolgenden Kongresse gewählt. Seine Amtszeit belief sich vom 3. Januar 1935 bis zum 3. Januar 1961. Er entschloss sich 1960, nicht erneut zu kandidieren, und kehrte zu seiner alten Tätigkeit als Anwalt zurück. In seiner Amtszeit im Kongress war er Vorsitzender des Bildungsausschusses (78. und 79. Kongress) und des Ausschusses für Bildung und Arbeit (81., 82. und 84. bis 86. Kongress). Überdies war er an der Verfassung des Southern Manifesto beteiligt, das sich gegen die Rassenintegration an öffentlichen Einrichtungen aussprach.
Graham Barden starb am 29. Januar 1967 in New Bern. Er wurde auf dem Cedar Grove Cemetery beigesetzt.